# Actinostola carlgreni
Actinostola carlgreni is een zeeanemonensoort uit de familie Actinostolidae. De anemoon komt uit het geslacht Actinostola. Actinostola carlgreni werd in 1908 voor het eerst wetenschappelijk beschreven door Wassilieff. 